# Cymothoe reginaeelizabethae
Cymothoe reginaeelizabethae is een vlinder  van de familie van de Nymphalidae, van de onderfamilie van de Limenitidinae. De wetenschappelijke naam van de soort is voor het eerst voorgesteld door William Jacob Holland in een publicatie uit 1920.

## Verspreiding
Deze vlinder komt voor in Kameroen, Centraal-Afrikaanse Republiek, Congo-Kinshasa en Oeganda.

## Waardplanten
De rups leeft op soorten van de Violaceae waaronder Rinorea yaundensis Engl..

## Ondersoorten
- Cymothoe reginaeelizabethae reginaeelizabethae Holland, 1920 (Oost-Congo-Kinshasa, Oeganda)
  - = Cymothoe dropsyi Overlaet, 1944
- Cymothoe reginaeelizabethae belgarum Overlaet, 1952 (Kameroen, Centraal-Afrikaanse Republiek, Noord-Congo-Kinshasa)